# Balatonfűzfő
Balatonfűzfő è una città di 4.245 abitanti situata nella contea di Veszprém, nell'Ungheria nord-occidentale.